# The Weight of the World
The Weight of the World — седьмой студийный альбом американской метал-группы Metal Church, выпущенный 28 сентября 2004 года на лейбле SPV/Steamhammer.
Этот альбом знаменует собой начало третьего основного состава Metal Church, в который добавились Ронни Манро (вокал), Джей Рейнольдс (гитара) и Стив Унгер (бас-гитара). The Weight of the World также является последним альбомом с участием барабанщика Кирка Аррингтона. Критики и фанаты называют его альбомом-возвращением Metal Church. В текстах песен преобладают такие темы как преступление, войну, отвержение и безумие.

## Отзывы критиков
The Weight of the World получил неоднозначные отзывы критиков. Рецензент Эдуардо Ривадавия из AllMusic посетовал на «сводящую с ума склонность группы к непоследовательности написания песен, сочетающей запоминающиеся песни, такие как „Hero’s Soul“ или „Sunless Sky“, со столь же легко забываемыми „Wings of Tomorrow“ или „Bomb to Drop“». Он подверг критике нового вокалиста Ронни Манро, который «не всегда обладает силой или харизмой, чтобы соответствовать натиску композиций», но выразил уверенность в том, что давним поклонникам квинтета понравится большая часть песен альбома. Тони Дейли из Blabbermouth также раскритиковал исполнение Манро, и его не убедили «предтрэшовое звучание новой волны британского хеви-метала», которое предлагает альбом, и «совокупность среднестатистических идей», из которых состоит восьмиминутный «гвоздь программы» «Madman’s Soul». Однако он признал, что, если «вы не возражаете против странного падения качества, тогда The Weight of the World будет приятной, хотя и небезупречной работой». Мартин Шайх, редактор немецкого интернет-журнала Powermetal.de, призвал слушателей отнестись к новой записи музыкантов с осторожностью и не ждать от неё чего-нибудь калибра раннего творчества Metal Church. «Песни почти всегда слишком предсказуемы», — пишет он. Михаэль Эделе из laut.de в своём обзоре от 26 июля 2004 года задавался вопросом, почему при поиске нового вокалиста, группа не вспомнила о Майке Хоу, а остановила свой выбор на Манро, который, по мнению Эделе, являлся слабой копией своего первого фронтмена — Дэвида Уэйна, хотя тот «никогда не приближался к уровню вокального исполнения и вариативности Майка Хоу».
Отзыв Грега Пратта из Exclaim! был более позитивным, в котором он говорил, что The Weight of the World «даёт тот металлический удар, который, как мы все знали, группа способна дать», потому что «десять мелодий набиты классическими риффами хеви-метала 1980-х, от великолепного трэша до несколько мелодичной и почти что панковой NWOBHM». Обозреватель metal.de с уважением отнёсся к новой работе одних из основателей металлической сцены на западном побережье Америки. Он нашёл, что в данном случае инновации — неприемлемы, и поэтому были полностью исключены. А сам диск ориентирован на старшее поколение меломанов или «любителей ретро». Рецензент Rock Hard отметил ощущение музыки 80-х и похвалил «прокуренный, агрессивный голос» Манро и Metal Church за «грандиозное сочинение песен, привлекательные хуки и ощущение синтеза тяжёлых ритмов и запоминающихся мелодий». Несмотря на «несколько мутный продакшн и одну или две песни среднего уровня», он назвал The Weight of the World альбомом-возвращением года и поставил ему 9 из 10 балов.

## Список композиций
Слова и музыка всех песен — Ронни Манро и Курдта Вандерхуфа, за исключением указанных.
| №                   | Название              | Автор(ы)                                    | Длительность |
| ------------------- | --------------------- | ------------------------------------------- | ------------ |
| 1.                  | «Leave Them Behind»   |                                             | 5:47         |
| 2.                  | «Weight of the World» | Манро, Вандерхуф, Кирк Аррингтон            | 5:24         |
| 3.                  | «Hero’s Soul»         |                                             | 4:45         |
| 4.                  | «Madman’s Overture»   | Вандерхуф                                   | 8:35         |
| 5.                  | «Sunless Sky»         |                                             | 5:28         |
| 6.                  | «Cradle to Grave»     |                                             | 5:54         |
| 7.                  | «Wings of Tomorrow»   |                                             | 6:16         |
| 8.                  | «Time Will Tell»      | Манро, Вандерхуф, Джей Рейнольдс, Аррингтон | 5:11         |
| 9.                  | «Bomb to Drop»        |                                             | 4:07         |
| 10.                 | «Blood Money»         |                                             | 5:07         |
| Общая длительность: | Общая длительность:   | Общая длительность:                         | 56:34        |

## Участники записи
| Metal Church: - Ронни Манро — вокал - Курдт Вандерхуф — гитара, продюсер, звукорежиссура, сведение - Джей Рейнольдс — гитара - Стив Унгер — бас-гитара - Кирк Аррингтон — ударные | Технический персонал: - Марк Грир — сведение, мастеринг в студии Bandit Audio, Олимпия, Вашингтон - Курдт Вандерхуф — художественное оформление альбома - Кэти Моутс — художественное оформление альбома - Дик Моутс — фотографии - Крис Джейкобсон — исполнительный продюсер |